# Wadena (Iowa)
Wadena es una ciudad ubicada en el condado de Fayette en el estado estadounidense de Iowa. En el Censo de 2010 tenía una población de 262 habitantes y una densidad poblacional de 136,89 personas por km².

## Geografía
Wadena se encuentra ubicada en las coordenadas 42°50′23″N 91°39′34″O / 42.83972, -91.65944. Según la Oficina del Censo de los Estados Unidos, Wadena tiene una superficie total de 1.91 km², de la cual 1.91 km² corresponden a tierra firme y (0%) 0 km² es agua.

## Demografía
Según el censo de 2010, había 262 personas residiendo en Wadena. La densidad de población era de 136,89 hab./km². De los 262 habitantes, Wadena estaba compuesto por el 99.24% blancos, el 0% eran afroamericanos, el 0% eran amerindios, el 0% eran asiáticos, el 0% eran isleños del Pacífico, el 0% eran de otras razas y el 0.76% pertenecían a dos o más razas. Del total de la población el 0.76% eran hispanos o latinos de cualquier raza.